# 培生集團
培生集團（Pearson plc），是一家全球化的媒體公司，於1844年創立於英國倫敦。它是全球最大的教育公司及書籍出版商，知名的出版商標有朗文出版社（Longman）、Prentice Hall等。培生結合150年的經驗與現代的網上資源，致力支援不同年齡、不同程度的學習者。培生的教育及評核產品和服務遍佈全球超過70個國家。培生的暢銷產品（例如：使用革命性技術的數碼學習及評核系統MyLabs）正改變世界各地的學與教模式。英國最大的考試及專業評核機構Edexcel也是培生的成員之一。

## 历史
2019 年，培生将其美国 K-12 业务出售给私募股权公司 Nexus Capital Management。培生还将其在Penguin Random House剩余的 25% 股权出售给贝塔斯曼（Bertelsmann）。培生首席执行官约翰法伦于 2020 年从公司退休，并于 2020 年 10 月 19 日由Andy Bird接任。

## 旗下出版物
- 金融時報[2]
- 經濟學人

2015年，培生集團出售旗下所有新聞出版事業。

## 旗下子公司

### 一般出版
- 企鵝出版集團（Penguin Group）

### 教育出版
- 培生教育出版集團（Pearson Education）
  - 朗文出版社（Longman）
  - Scott Foresman
  - 艾迪生維斯理（Addison Wesley）
  - Benjamin Cummings
  - Prentice Hall

### 教育培训
- 环球雅思
- 培生學院（Pearson College）
- GlobalEnglish
- 华尔街英语

## 外部連結
- 培生集團網站（页面存档备份，存于）